# Źródło św. Kingi na Ujeździe
Źródło św. Kingi na Ujeździe – źródło w miejscowości Ujazd w województwie małopolskim, w powiecie bocheńskim, w gminie Trzciana. Pod względem geograficznym znajduje się na Pogórzu Wielickim będącym częścią Pogórza Zachodniobeskidzkiego. Jest zlokalizowane wśród pól uprawnych na południowym stoku wzniesienia poniżej fermy drobiu na Ujeździe, poniżej źródła jest niewielki las.

## Historia i charakterystyka
Historię źródła opisała Zofia Wiśniewska w książce „Baśnie i legendy znad Sanki”. Według podań św. Kinga by odwiedzić rodziców, odbyła podróż do Węgier. Podczas powrotnej drogi zatrzymała się w Ujeździe. Przechadzając się pod dębami odczuła wielkie pragnienie. Usiadła na ziemi i dotykając jej dłonią odczuła wilgoć. W miejscu tym wytrysnęło źródło, z którego zaczerpnęła wody. Istnieje ono nadal i nazywa się Źródłem św. Kingi, a wypływająca z niego woda tworzy niewielki potok uchodzący do Rdzawki płynącej przez sąsiednią wieś Rdzawa. Źródło jest trwałe, woda wypływa z niego nawet podczas długotrwałej suszy, według miejscowej ludności ma własności lecznicze. Około 1937 r. na strumieniu wypływającym ze źródła mieszkaniec sąsiedniej wsi Trzciany zamierzał wybudować małą hydroelektrownię. Z powodu wybuchu II wojny światowej pracę tę przerwał, po niedokończonym przedsięwzięciu pozostały na strumieniu mocno już zniszczone mury progu wodnego i ściany mające spiętrzać wodę.
Obok źródła postawiono kapliczkę św. Kingi, z czasem teren wokół zagospodarowano, wykonano ławki, a samo źródło obudowano kamieniem. Obok poprowadzono turystyczny szlak rowerowy.

## Galeria

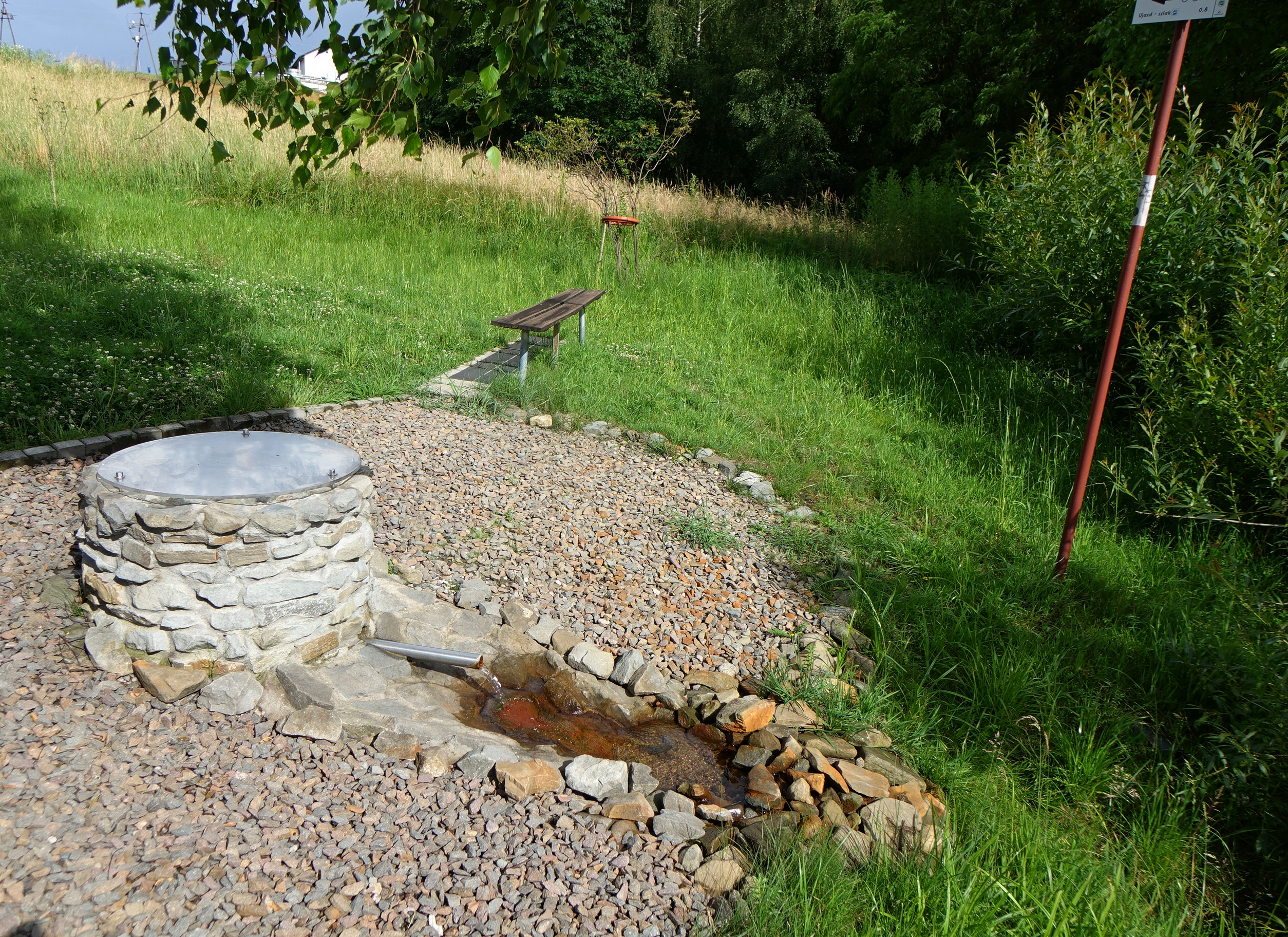
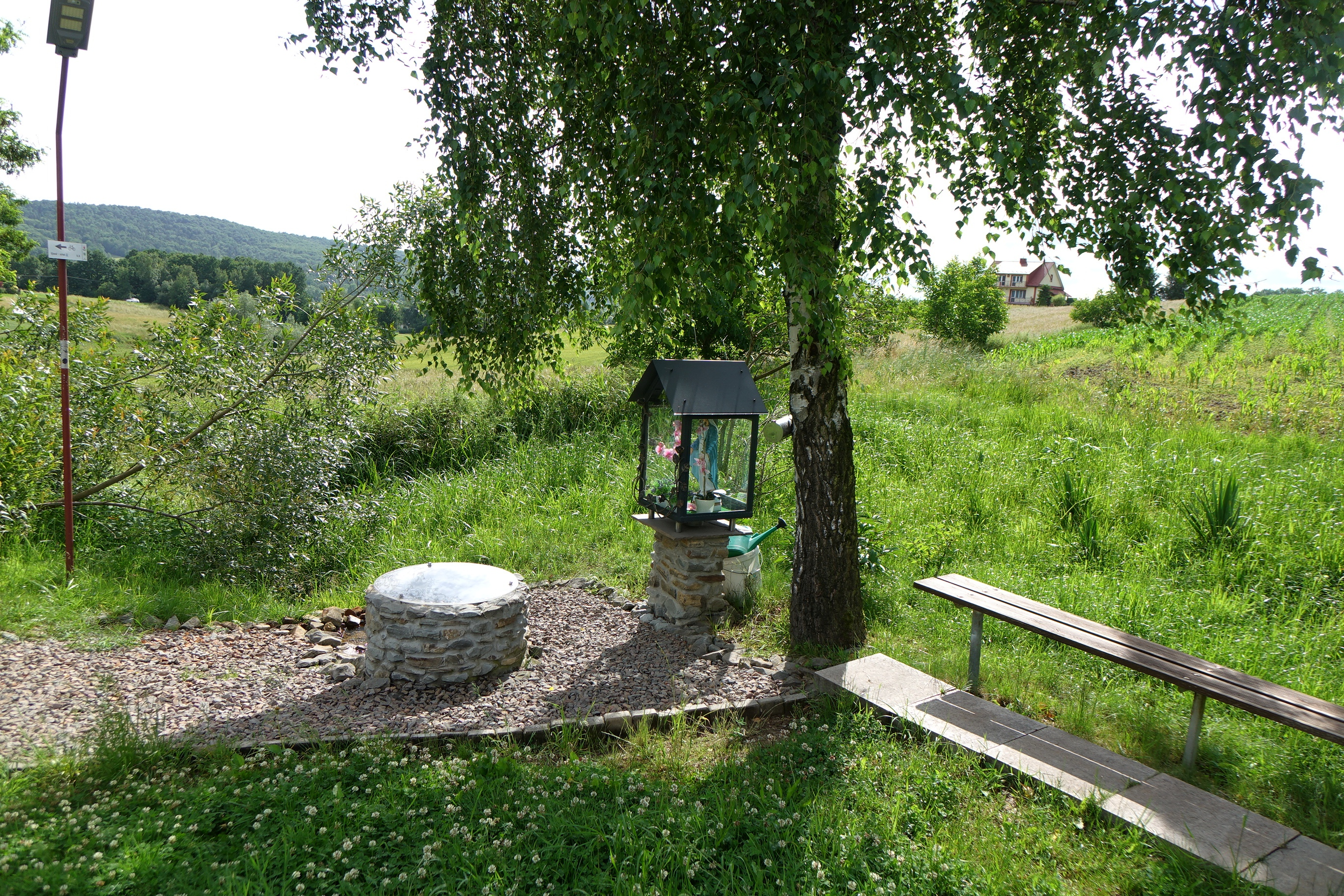
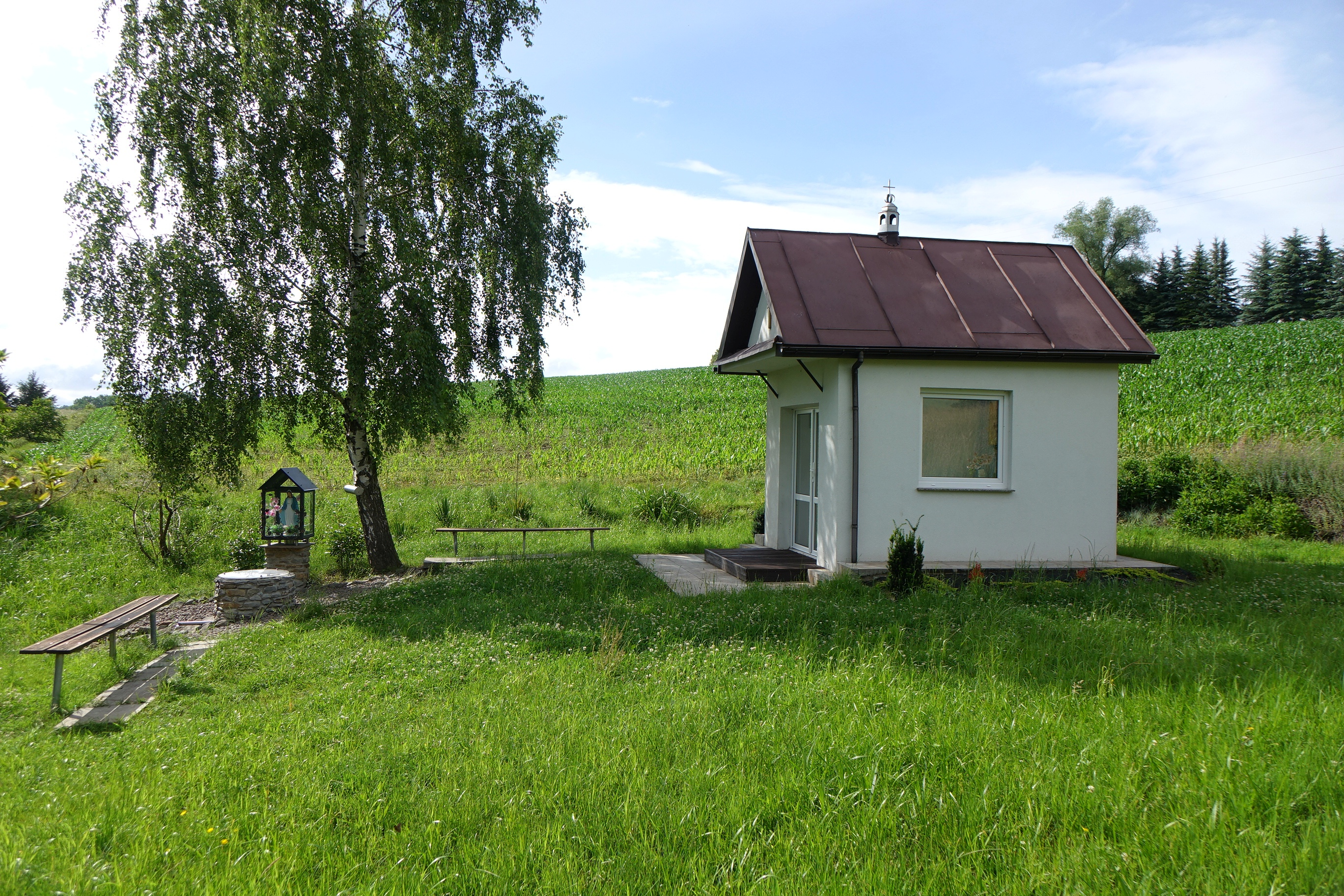